# Hitman: Codename 47
Hitman: Codename 47 ist ein Stealth-Computerspiel, das von IO Interactive entwickelt und von Eidos Interactive veröffentlicht wurde. Ursprünglich wurde es im November 2000 exklusiv für Microsoft Windows veröffentlicht und stellt den Debüt-Titel der Hitman-Serie dar. Das Gameplay wird im Spiel aus der Third-Person-Perspektive präsentiert und dreht sich darum, Ziele auf lautlose Art und Weise zu ermorden, indem Verkleidungen und versteckte Waffen verwendet werden.
Einige Level sind jedoch actionorientierter und bieten keine Tarnung als Möglichkeit. Die Spieler kontrollieren Agent 47, einen genmanipulierten, in Rumänien von fünf kriminellen Genies erschaffenen Attentäter, der weltweit der schnellste, präziseste, intelligenteste und diskreteste seiner Art ist. Nach seiner Flucht aus seiner Testeinrichtung wird 47 von der International Contract Agency (ICA), einer globalen Organisation für Auftragsmorde, eingestellt. Seine Missionen führen ihn zu Orten in Asien, Europa und Südamerika, um wohlhabende und hochrangige Kriminelle zu ermorden, die scheinbar keine Verbindung miteinander haben, bis sich herausstellt, dass sie alle die fünf „Väter“ von 47 waren.
Es wurde als einziges Spiel der Reihe von der BPjM 11 Jahre lang indiziert. Codename 47 erhielt gemischte Kritiken, die den einzigartigen Ansatz für das Stealth-Gameplay lobten, aber dessen Schwierigkeit und Steuerung kritisierten. Das Spiel verkaufte sich bis 2009 über 500.000 Mal. Die Fortsetzung, Hitman 2: Silent Assassin, wurde am 1. Oktober 2002 veröffentlicht.

## Gameplay
Hitman: Codename 47 wird aus der Third-Person-Perspektive dargestellt, wobei die Steuerung der eines Ego-Shooters ähnelt, da sich die Bewegungen von 47 auf Drehen, Strafing und Vorwärtsbewegen beschränken. Jedes Level findet in teilweisem Open-World statt, in der sich NPCs wie Zivilisten und bewaffnete Wachen befinden. Obwohl die Missionsziele variieren können, besteht das Ziel im Allgemeinen darin, eine oder mehrere Personen mit den möglichen Mitteln zu töten. Obwohl der Weg linear erscheint, ist es auf verschiedene Weise möglich, die Mission zu erfüllen und sich einem Ziel direkt zu nähern, ohne die Aufmerksamkeit auf sich zu ziehen und einen Kampf auszulösen. Sollte der Spieler das schaffen, bekommt er dafür auch eine höhere Belohnung am Ende der Mission. Ebenfalls gibt es eine Verminderung der Belohnung, beispielsweise beim Töten von Zivilisten. Da im Verlauf des Spiels virtuelles Geld für den Kauf von Waffen und Munition verwendet wird, setzt dies den Spieler unter Druck, die Stealth-, Verkleidungs- und Nahkampfmechaniken für das kostengünstigere Ausschalten der Ziele einzusetzen.
Der Spieler kann mithilfe der Lean-Funktion (englisch ‚Lehn-Funktion‘), mit der sich 47 zur Seite neigt, um Ecken spähen. 47 kann Leitern erklimmen, sich dabei allerdings nicht mit einer Waffe verteidigen. Außerdem kann er nur von einem Balkon zum anderen springen. Auf dem Bildschirm wird angezeigt, in welche Richtung 47 angreifen wird. Das HUD zeigt eine Lebensleiste, die die Gesundheit von 47, die Munitionskapazität, die Haltbarkeit der schusssicheren Weste und den aktuell ausgewählten Gegenstand darstellt. Alarmmeldungen werden teilweise neben der Gesundheitsleiste angezeigt. Alarme werden immer dann ausgelöst, wenn Feinde eine Leiche auf der Karte entdecken oder wenn 47 anderweitig Aufmerksamkeit auf sich zieht. Die Waffen von 47 bestehen aus Gegenständen mit verschieden großen Reichweiten, einem Garrottendraht und einem Messer. Handfeuerwaffen haben im Allgemeinen eine hervorragende Reichweite, während automatische Gewehre und Maschinengewehre an Genauigkeit verlieren, je weiter 47 von seinem Ziel entfernt ist. 47 kann sich auch mit einem Scharfschützengewehr ausrüsten, das in einem speziellen Koffer versteckt ist und wieder zusammengebaut werden muss, bevor er es benutzen kann. Das Scharfschützengewehr kann auch wieder auseinandergebaut und im Koffer versteckt werden.
Verkleidung spielt im Spiel eine große Rolle. Jedes Mal, wenn ein NPC getötet wird, kann 47 seine Kleidung anziehen und sich als derjenige ausgeben. Dies ist erforderlich, um in sonst eingeschränkt betretbare Bereiche zu kommen, in denen sich nur Wachen aufhalten dürfen. Zu Beginn jedes Levels beginnt 47 in einem Standardkostüm. Dieses Kostüm ist der schwarze Klassische Anzug von 47 mit roter Krawatte, die gefaltet auf dem Boden liegen gelassen wird, wenn 47 sich umzieht. Der Spieler kann das Outfit von 47 durch ein vorheriges ersetzen, indem er sich dem auf dem Boden liegenden Kostüm nähert und es erneut ausrüstet. Für den Fall, dass 47 die Kleidung von jemandem anzieht, den er getötet hat, wird seine Verkleidung enttarnt bzw. als verdächtiger eingestuft, sobald der Körper entdeckt wird. 47 erzeugt beim Gehen Geräusche, die alle feindlichen Charaktere in der Umgebung alarmieren. Um sich lautlos zu bewegen, kann der Spieler die Schleich-Funktion verwenden, die dazu führt, dass 47 in die Hocke geht und sich auf schleichend bewegt. Beim Schleichen kann 47 auch eine Waffe aus dem Inventar holen, ohne dass jemand sie hört. Wenn 47 aufrecht steht und der Spieler eine Waffe herauszieht, werden Charaktere in der Nähe alarmiert. Leichen können jederzeit weggezogen werden. Wenn jemand auf der Karte einen auf dem Boden liegenden Körper entdeckt, schlägt er Alarm. Beim Ziehen hebt 47 das nächstgelegene verfügbare Bein oder den Arm an und beginnt, ihn wegzuziehen, während die Bewegung vom Spieler gesteuert wird.

## Handlung
Die Handlung des Spiels beginnt im Jahr 1999: Ein als „Testperson 47“ bezeichneter kahlköpfiger Mann mit einem auf den Hinterkopf tätowierten Strichcode erwacht im Keller eines Sanatoriums, wo er über einen Lautsprecher die Stimme eines unbekannten Mannes hört. Unter der Führung des Mannes absolviert er einen Trainingskurs, in dem seine Fähigkeiten in Bezug auf Athletik, Schusswaffen und Attentate getestet werden, bevor er die Wachen tötet und aus dem Sanatorium entkommt, sehr zur Freude seines unbekannten Beobachters. Ein Jahr später ist 47 der International Contract Agency (ICA), einer globalen Organisation, die sich auf die Durchführung von Attentaten für verschiedene Klienten spezialisiert hat, beigetreten, welche ihm die Identität als „Agent 47“ und eine Auftraggeberin, Diana Burnwood, zugewiesen hat. Wie genau seine Rekrutierung durch die ICA ablief wird vom Spiel nicht näher erläutert.
Im Laufe des Jahres schließt 47 verschiedene Aufträge ab: In Hongkong tötet er Lee Hong, den Anführer der „Red-Dragon“-Triade, nachdem er dessen Position durch das Verursachen eines Bandenkrieges geschwächt hat. In Kolumbien eliminiert er den Kokainhändler Pablo Belisario Ochoa durch die Inszenierung eines Überfalls auf dessen Militärlager im Regenwald. In Budapest tötet er den österreichischen Söldner Frantz Fuchs, welcher während einer internationalen Konferenz eine Bombe zünden will, und schließlich in Rotterdam den kasachischen Waffenschmuggler Arkadij Jegorov, welcher versucht am dortigen Hafen einen Atomsprengkopf an eine extremistische Gruppe zu verkaufen. Nach jedem erfolgreichen Attentat findet 47 bei jedem Ziel Briefe, in denen über 47 selbst, ein Projekt über einen „experimentellen Menschen“, und einen Mann namens Dr. Professor Otto Wolfgang Ort-Meyer gesprochen wird.
Nachdem bereits die vor jeder Attentats-Mission einsehbaren Informations-Dossiers am Rande erwähnten, dass alle vier Zielpersonen einst in der französischen Fremdenlegion gedient hatten, kontaktiert Diana 47 bald darauf mit der Bestätigung: Alle vier Ziele haben in derselben Einheit in der Fremdenlegion im Indochinakrieg gedient, zudem wurden alle vier Attentate von ein und demselben Auftraggeber angefordert, was gegen die Regeln der ICA verstößt. 47 wird daraufhin auf eine letzte Mission geschickt: Er soll einen Arzt in einem Sanatorium in Rumänien ermorden, das er vor Ort als dieselbe Einrichtung wiedererkennt, aus der er ein Jahr zuvor geflohen ist. Als rumänische Spezialeinheiten das Gebäude stürmen, eliminiert 47 das Ziel, das er als Ort-Meyers Assistenten erkennt, und entdeckt den Hintergrund seiner Existenz: Er ist das Produkt eines Klon-Experiments bei welchem die DNA von Ort-Meyer, Hong, Ochoa, Fuchs, und Jegorov kombiniert wurde, um den perfekten Attentäter zu erschaffen.
Mit der Hilfe eines recht unfähigen CIA-Agenten namens Carlton Smith, den er in Hongkong kennengelernt und gerettet hatte, findet 47 Ort-Meyer in einem versteckten Labor unter dem Sanatorium und erfährt, dass der Professor seine Flucht ein Jahr zuvor geleitet hatte, um seine Leistung in der Realität zu testen und den Tod seiner ehemaligen Partner herbeizuführen, da diese 47 jeweils für sich selber haben wollten. Ort-Meyer enthüllt, dass er mittlerweile leistungsfähigere und leichter zu kontrollierende Attentäter, die als „Testpersonen 48“ bezeichnet werden, geschaffen hat, welche er daraufhin losschickt um 47 zu töten. Nachdem 47 all diese Attentäter mit seinen überlegenen Fähigkeiten ausgeschaltet hat tarnt sich er als einer von ihnen um Ort-Meyer zu erreichen, den er erschießt als dieser die Täuschung bemerkt. Im Sterben liegend bedauert Ort-Meyer, dass er „seinen eigenen Sohn“ nicht erkennen konnte und akzeptiert seinen Tod durch 47s Hände, der ihm daraufhin das Genick bricht.

## Entwicklung
Hitman: Codename 47 wurde von IO Interactive entwickelt. Es ist eines der ersten Spiele, welches eine Ragdoll-Engine einsetzte.

## Rezeption
Das Spiel sei nicht jedermann Geschmack, teils sei es schon zu realistisch, aber es beeindrucke durch die vielen kleinen Dinge, die es in den Levels zu entdecken gäbe. Das offene Spielprinzip berge jedoch auch die Gefahr, dass der Spieler die Lösung nicht erkenne und dann für Frustration sorge. Die Grafik war für damalige Verhältnisse detailliert, die Animationen ausgefeilt. Eine deutsche Synchronisation fehlte. Es sei brutal und zynisch, dabei aber auch fesselnd und originell. Das offene Design der Missionen lade dazu ein, alternative Lösungswege zu probieren. Die Kampagne bleibe mit 12 Aufträgen jedoch kurz. Das Spiel sei sehr ambitioniert. Eine Speicherfunktion fehle, was insbesondere gravierend sei, da das Spiel stark auf Versuch und Irrtum hinauslaufe. PC Joker enthielt sich einer Wertung, da das Spiel gefährlich sei. Man könne es auch trotz vergleichbarer Handlung nicht mit dem humorvollen Film Pulp Fiction vergleichen. Es fordere die Indizierung durch die Thematik geradezu hinaus und sei ein gefundenes Fressen für die Massenmedien. Dabei gehe es in dem Spiel nur vordergründig um den Auftragsmord. Das wesentliche Element sei das taktische Vorgehen, um unentdeckt zu bleiben.
Der Spiegel kritisierte das Spielprinzip scharf und ging ebenfalls die Fachpresse an, die das Spiel bis auf wenige Ausnahmen unkritisch beurteilen würde.
Codename 47 wurde von der Entertainment and Leisure Software Publishers Association (ELSPA) mit dem Verkaufspreis „Silber“ ausgezeichnet, was auf einen Verkauf von mindestens 100.000 Exemplaren im Vereinigten Königreich hindeutet. Im April 2009 gab Square Enix bekannt, dass Hitman: Codename 47 weltweit eine halbe Million Verkäufe überschritten habe.